# Withius termitophilus
Withius termitophilus är en spindeldjursart som först beskrevs av Albert Tullgren 1907.  Withius termitophilus ingår i släktet Withius och familjen Withiidae. Inga underarter finns listade i Catalogue of Life.